# Trstenik, Benedikt
Trstenik este o localitate din comuna Benedikt, Slovenia, cu o populație de 91 de locuitori.